# 오클레어 (위스콘신주)
오클레어(Eau Claire)는 미국 중부 위스콘신주에 위치한 도시이다. 2010년 인구 조사 기준으로 인구는 65,883명이며, 인구 수 기준으로 위스콘신주에서 9번째로 큰 도시이다. 오클레어 카운티(Eau Claire County)의 군청소재지로써 시의 일부는 치페와 카운티(Chippewa County)에 포함되며, 시 전체 인구 중 오클레어 카운티에 속하는 지역의 인구는 63,902명이며, 치페와 카운티에 속하는 인구는 1,981명이다. 오클레어라는 이름의 기원은 깨끗한 물을 뜻하는 프랑스어 단수명사인 "Eaux Claires"에서 유래하였다. 이는 프랑스 탐험가들에 의해 붙여졌는데, 초기 프랑스 탐험가들이 흙탕물인 치페와 강을 따라 여행하다가 오클레어 강을 발견하고 외친 프랑스어 감탄사("Voici l'eau claire!")에서 유래되었다고 한다.

## 산업
19세기에는 목재 산업이 오클레어 산업 발전을 이끌었으며, 한 때 오클레어에는 22개의 제재소가 운영중이었다.
근래에는 유통, 헬스케어, 교육 등의 산업 분야가 오클레어의 산업의 주요부분을 차지하고 있으며, 허친슨 테크놀로지(Hutchinson Technology) 사의 가장 큰 공장이 오클레어에 위치하고 있다.
또한 오클레어에는 몇 개의 지역 또는 전국 규모의 기업들의 본사가 위치하고 있는데, 오클레어에 본사를 두고 있는 기업으로는 Menards, Cascades Tissue Group, National Presto Industries, Inc., Midwest Manufacturing, Erbert & Gerbert's, Silver Spring Foods, Open-Silicon 등이 있다.

## 교통

### 공항
치페와 밸리 리저널 공항(Chippewa Valley Regional Airport)이 오클레어의 관문공항 역할을 담당한다.

### 도로
주간고속도로 제94호선, 국도 제12호선, 국도 53호선 등의 도로가 오클레어를 지난다.

### 철도
유니언 퍼시픽 철도(Union Pacific Railroad)의 화물 철도가 오클레어를 지나며, 현재 여객열차는 운행하지 않는다.

## 교육

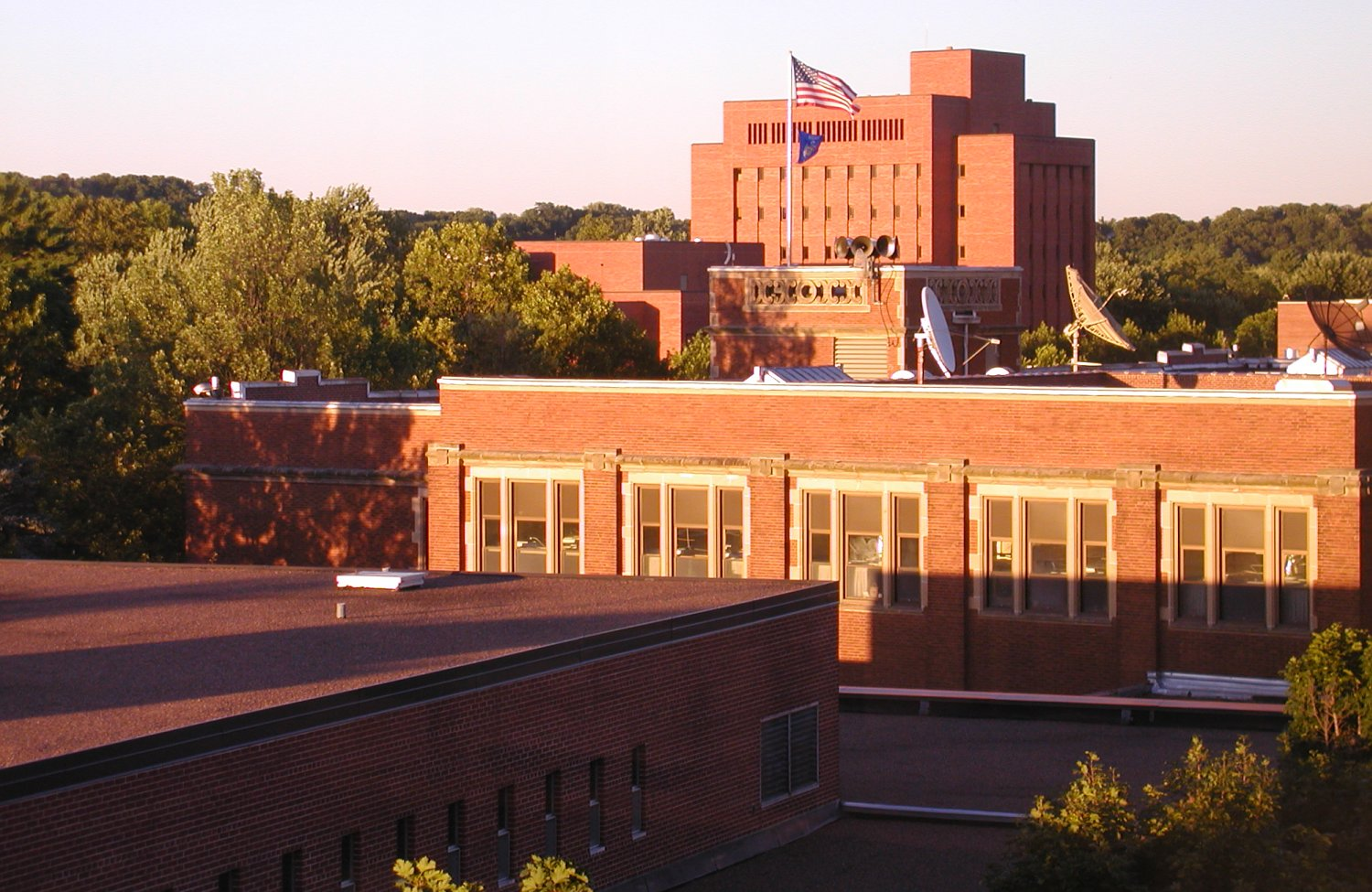
북동쪽에서 바라본 위스콘신 대학교 오클레어 캠퍼스의 모습

오클레어에는 두 개의 공립 대학교와 두 개의 사립 대학교가 위치해 있다. 공립 대학교로는 위스콘신 대학교 오클레어 캠퍼스(University of Wisconsin-Eau Claire)와 치페와 밸리 기술전문대학(Chippewa Valley Technical College)가 있으며, 사립 대학교로는 임마누엘 루터 대학교(Immanuel Lutheran College)와 글로브 대학교(Globe University)의 캠퍼스가 위치하고 있다.

## 인구
| 인구조사              | 인구   | Note  | %±     |
| --------------------- | ------ | ----- | ------ |
| 1870년                | 2,293  |       | —      |
| 1880년                | 10,119 |       | 341.3% |
| 1890년                | 17,415 |       | 72.1%  |
| 1900년                | 17,517 |       | 0.6%   |
| 1910년                | 18,310 |       | 4.5%   |
| 1920년                | 20,906 |       | 14.2%  |
| 1930년                | 26,287 |       | 25.7%  |
| 1940년                | 30,745 |       | 17.0%  |
| 1950년                | 36,058 |       | 17.3%  |
| 1960년                | 37,987 |       | 5.3%   |
| 1970년                | 44,619 |       | 17.5%  |
| 1980년                | 51,509 |       | 15.4%  |
| 1990년                | 56,856 |       | 10.4%  |
| 2000년                | 61,704 |       | 8.5%   |
| 2010년                | 65,883 |       | 6.8%   |
| 2019 (추산)           | 68,802 | [ 2 ] | 4.4%   |
| U.S. Decennial Census |        |       |        |

## 기후
| 위스콘신주 오클레어의 기후                                       | 위스콘신주 오클레어의 기후 | 위스콘신주 오클레어의 기후 | 위스콘신주 오클레어의 기후 | 위스콘신주 오클레어의 기후 | 위스콘신주 오클레어의 기후 | 위스콘신주 오클레어의 기후 | 위스콘신주 오클레어의 기후 | 위스콘신주 오클레어의 기후 | 위스콘신주 오클레어의 기후 | 위스콘신주 오클레어의 기후 | 위스콘신주 오클레어의 기후 | 위스콘신주 오클레어의 기후 | 위스콘신주 오클레어의 기후 |
| 월                                                               | 1월                        | 2월                        | 3월                        | 4월                        | 5월                        | 6월                        | 7월                        | 8월                        | 9월                        | 10월                       | 11월                       | 12월                       | 연간                       |
| ---------------------------------------------------------------- | -------------------------- | -------------------------- | -------------------------- | -------------------------- | -------------------------- | -------------------------- | -------------------------- | -------------------------- | -------------------------- | -------------------------- | -------------------------- | -------------------------- | -------------------------- |
| 역대 최고 기온 °C (°F)                                           | 13 (55)                    | 17 (63)                    | 29 (84)                    | 33 (91)                    | 42 (107)                   | 41 (105)                   | 44 (111)                   | 40 (104)                   | 38 (101)                   | 32 (89)                    | 26 (79)                    | 18 (64)                    | 44 (111)                   |
| 일평균 최고 기온 °C (°F)                                         | −4.8 (23.4)                | −2.0 (28.4)                | 5.2 (41.3)                 | 13.6 (56.5)                | 20.9 (69.6)                | 25.9 (78.7)                | 28.2 (82.8)                | 26.9 (80.4)                | 22.4 (72.3)                | 14.4 (58.0)                | 5.6 (42.0)                 | −1.8 (28.7)                | 12.9 (55.2)                |
| 일일 평균 기온 °C (°F)                                           | −9.7 (14.6)                | −7.3 (18.8)                | −0.4 (31.2)                | 7.1 (44.8)                 | 14.1 (57.4)                | 19.5 (67.1)                | 21.8 (71.3)                | 20.6 (69.1)                | 16.0 (60.8)                | 8.6 (47.5)                 | 0.8 (33.4)                 | −6.3 (20.6)                | 7.1 (44.7)                 |
| 일평균 최저 기온 °C (°F)                                         | −14.6 (5.8)                | −12.7 (9.1)                | −6.0 (21.2)                | 0.7 (33.2)                 | 7.3 (45.1)                 | 13.1 (55.5)                | 15.4 (59.8)                | 14.3 (57.7)                | 9.6 (49.3)                 | 2.7 (36.9)                 | −4.1 (24.7)                | −10.8 (12.6)               | 1.2 (34.2)                 |
| 역대 최저 기온 °C (°F)                                           | −43 (−45)                  | −40 (−40)                  | −37 (−35)                  | −18 (0)                    | −7 (20)                    | −4 (25)                    | 5 (41)                     | 2 (36)                     | −6 (22)                    | −14 (7)                    | −28 (−18)                  | −36 (−32)                  | −43 (−45)                  |
| 평균 강수량 mm (인치)                                            | 26 (1.03)                  | 28 (1.10)                  | 50 (1.97)                  | 78 (3.08)                  | 99 (3.91)                  | 123 (4.83)                 | 92 (3.61)                  | 106 (4.18)                 | 93 (3.65)                  | 63 (2.49)                  | 45 (1.79)                  | 34 (1.35)                  | 838 (32.99)                |
| 평균 강설량 cm (인치)                                            | 34 (13.5)                  | 28 (11.2)                  | 24 (9.6)                   | 11 (4.3)                   | 1.0 (0.4)                  | 0.0 (0.0)                  | 0.0 (0.0)                  | 0.0 (0.0)                  | 0.0 (0.0)                  | 1.8 (0.7)                  | 12 (4.7)                   | 28 (11.0)                  | 141 (55.4)                 |
| 평균 강수일수 (≥ 0.01 인치)                                      | 10.7                       | 8.2                        | 9.6                        | 11.8                       | 13.3                       | 12.3                       | 11.3                       | 10.4                       | 10.9                       | 10.1                       | 8.9                        | 10.1                       | 127.6                      |
| 평균 강설일수 (≥ 0.1 인치)                                       | 10.9                       | 8.3                        | 5.8                        | 2.9                        | 0.1                        | 0.0                        | 0.0                        | 0.0                        | 0.0                        | 0.7                        | 4.7                        | 9.0                        | 42.4                       |
| 출처: 미국 해양대기청 (평년값: 1991년~2020년, 극값: 1893년~현재) |                            |                            |                            |                            |                            |                            |                            |                            |                            |                            |                            |                            |                            |

## 자매 도시
- 호주 리즈모어